# 滅びゆく大草原
『滅びゆく大草原』（The Vanishing Prairie）は、ウォルト・ディズニー・プロダクション製作による1954年のドキュメンタリー映画である。
テーマ曲の作詞はハゼル・"ジル"・ジョージが手がけており、後にオレゴン・トレイルの開拓者を描いた西部劇映画『幌馬車隊西へ!』で「Pioneer's Prayer」と改題されて使用されている。

## キャスト
| 配役         | オリジナル版           | 日本語吹替 （劇場公開版） |
| ------------ | ---------------------- | ------------------------- |
| ナレーション | ウィンストン・ヒブラー | 今福祝                    |

## 受賞とノミネート
| 賞                 | 部門                                        | 候補者               | 結果 |
| ------------------ | ------------------------------------------- | -------------------- | ---- |
| アカデミー賞       | 長編ドキュメンタリー映画賞                  | ウォルト・ディズニー | 受賞 |
| ベルリン国際映画祭 | Big Gold Medal (ドキュメンタリー・文化映画) | ジェームズ・アルガー | 受賞 |